# Brentonico
Brentonico (Dialekt: Brentònek) ist eine italienische Gemeinde (comune) mit 4121 Einwohnern (Stand 31. Dezember 2023) in der Provinz Trient, Region Trentino-Südtirol. Sie ist Teil der Talgemeinschaft Comunità della Vallagarina.

## Etymologie
Der Name Brentonicum taucht erstmals in dem von Paulus Diaconus im 8. Jahrhundert verfassten Werk Historia Langobardorum auf. Er wird dort im Zusammenhang mit einer von den Franken zerstörten langobardischen Burg genannt. Als villa Brentonici ist der Name im Codex Wangianus mit dem Jahr 1211 erstmals urkundlich erwähnt. 1283 taucht es als Brentonego auf. Der Name leitet sich aus dem vorrömischen *brenta ab, er steht für einen Hohlbehälter für Weintrauben und Wein. An das Wort wurde mit einer adjektiven Bedeutung das lateinische Suffix -onico angehängt. Das deutsche nicht mehr gebräuchliche Exonym lautet Frenten.

## Geographie
Die Gemeinde liegt etwa 30 Kilometer südsüdwestlich von der Provinzhauptstadt Trient  im Vallagarina am nordöstlichen Rand der Bergkette des Monte Baldo. Das Gemeindegebiet ist eingebettet zwischen der Etsch im Osten und dem Monte Altissimo di Nago (2078 m s.l.m.) im Westen. Die südwestliche Gemeindegrenze grenzt an der Bocca di Navene unmittelbar an die Provinz Verona.

## Verwaltungsgliederung
Zur Gemeinde Brentonico gehören neben dem Gemeindesitz Brentonico noch sieben Fraktionen: Castione, Cazzano, Crosano, Cornè, Prada, Saccone und Sorne sowie die drei Fremdenverkehrszentren San Giacomo, San Valentino und Polsa.

## Persönlichkeiten
- Cristoforo Benedetti (1657–1740), Bildhauer, Steinmetz und Architekt
- Vincenzo Rigo (* 1943), Regisseur

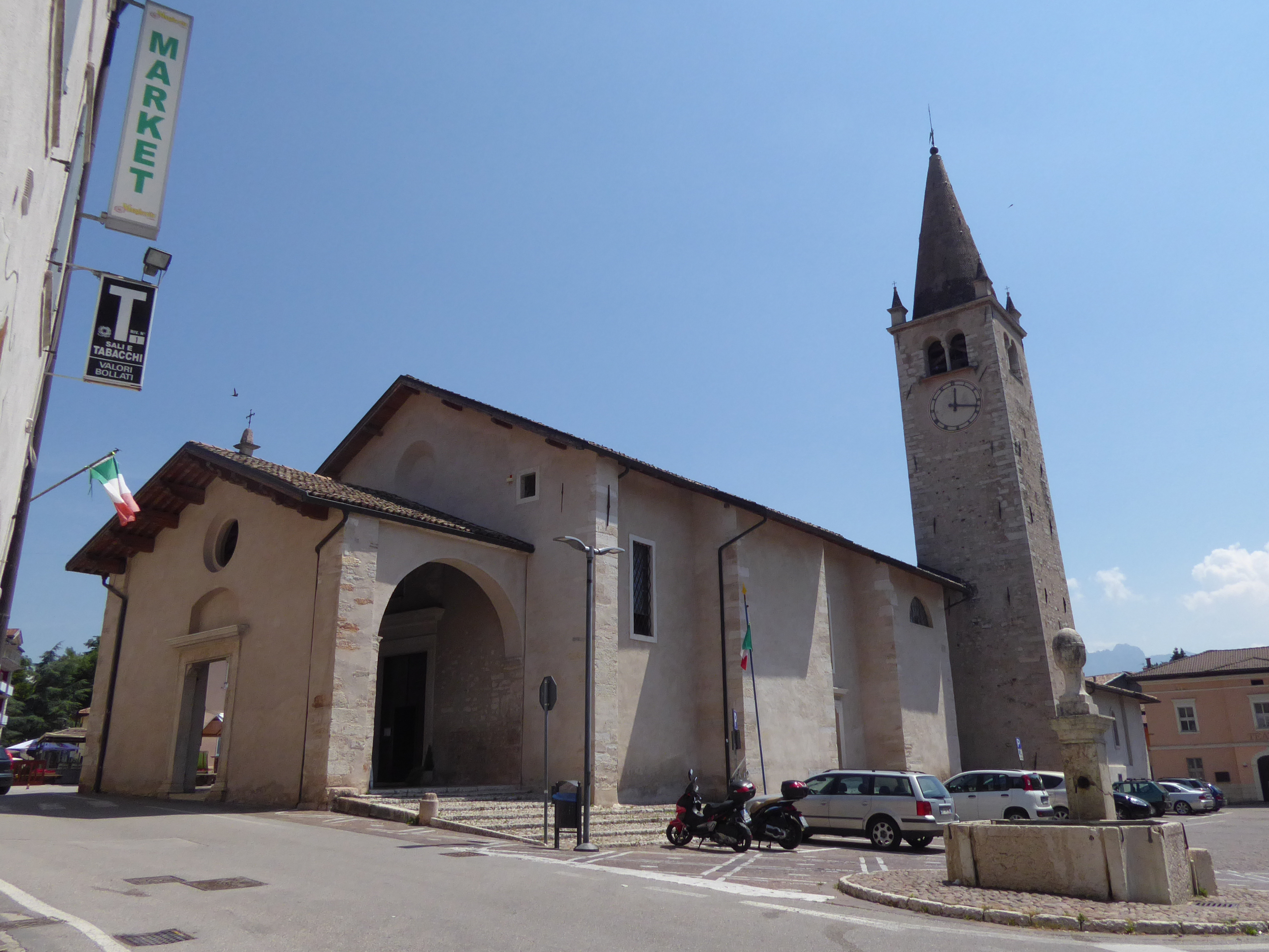
Pfarrkirche Santi Pietro e Paolo
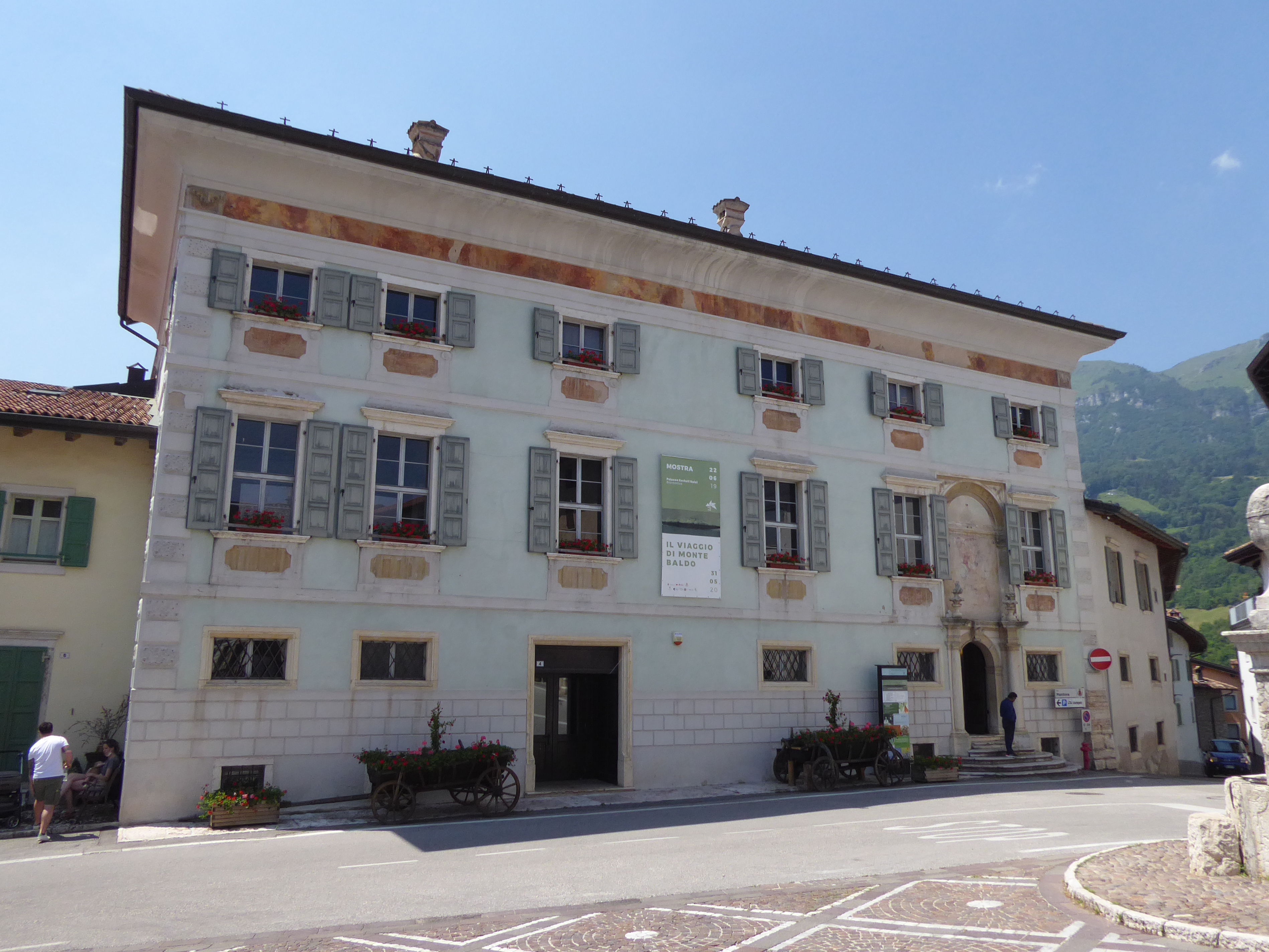
Palazzo Eccheli-Biasi
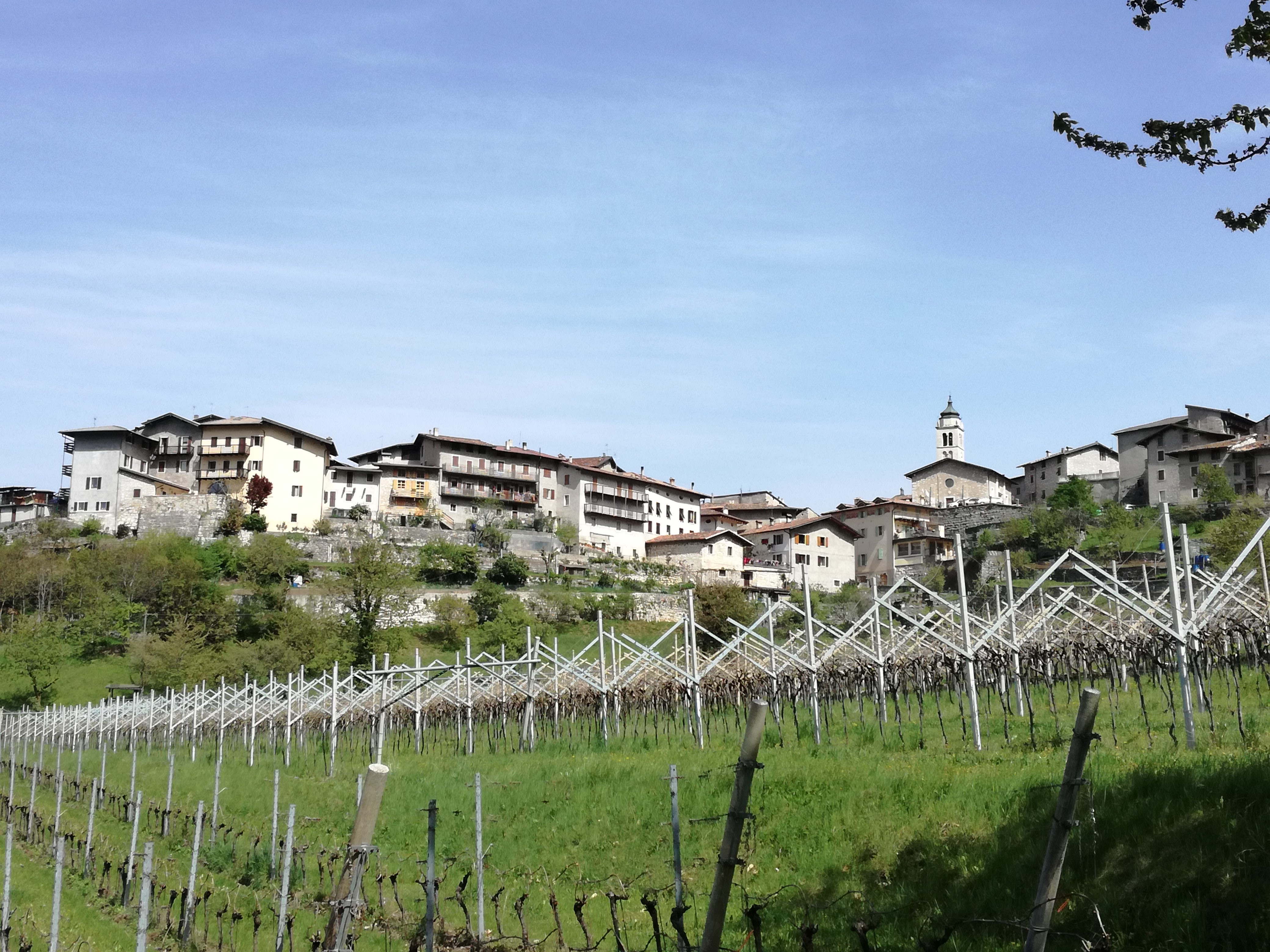
Castione
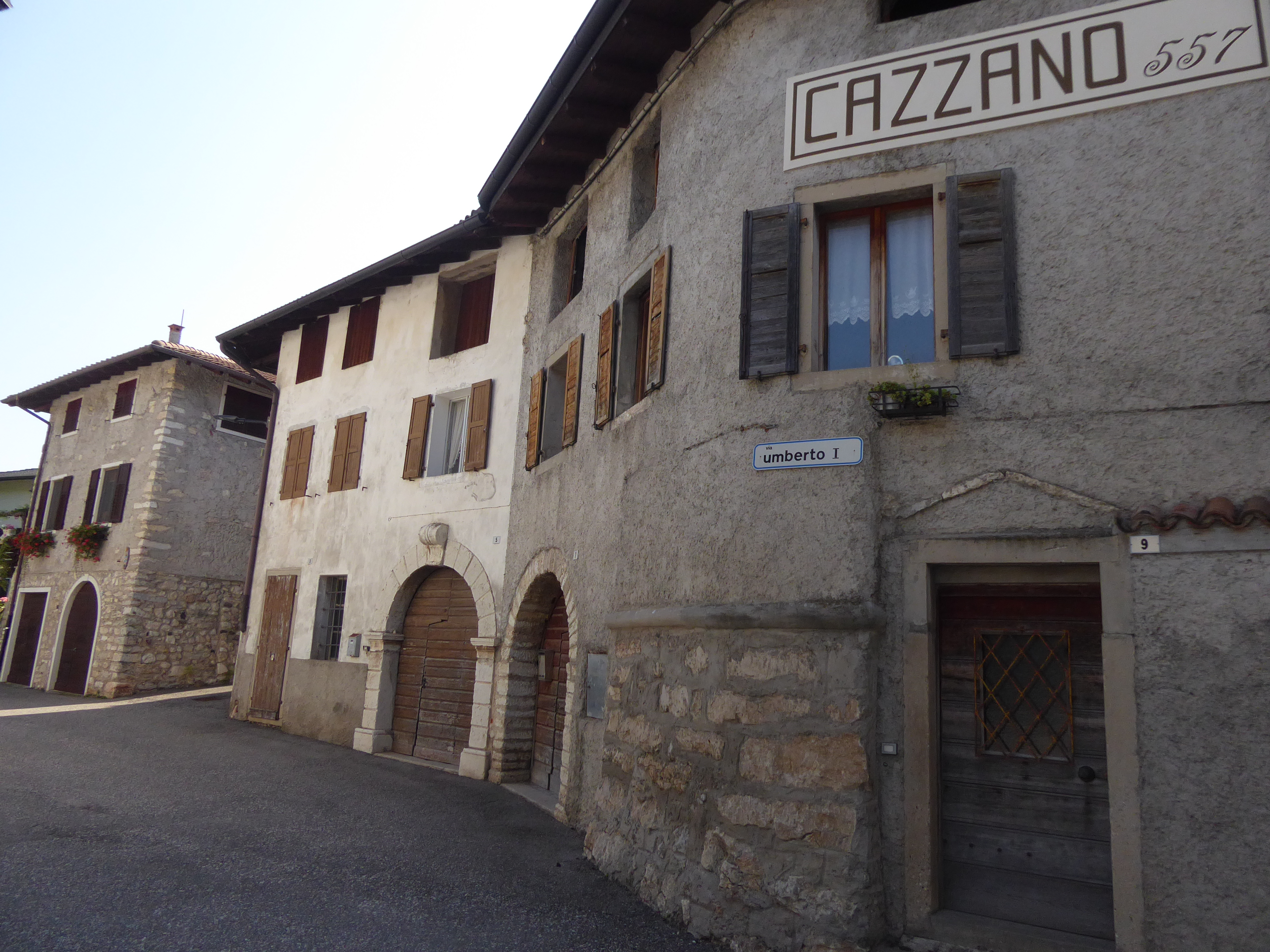
Cazzano
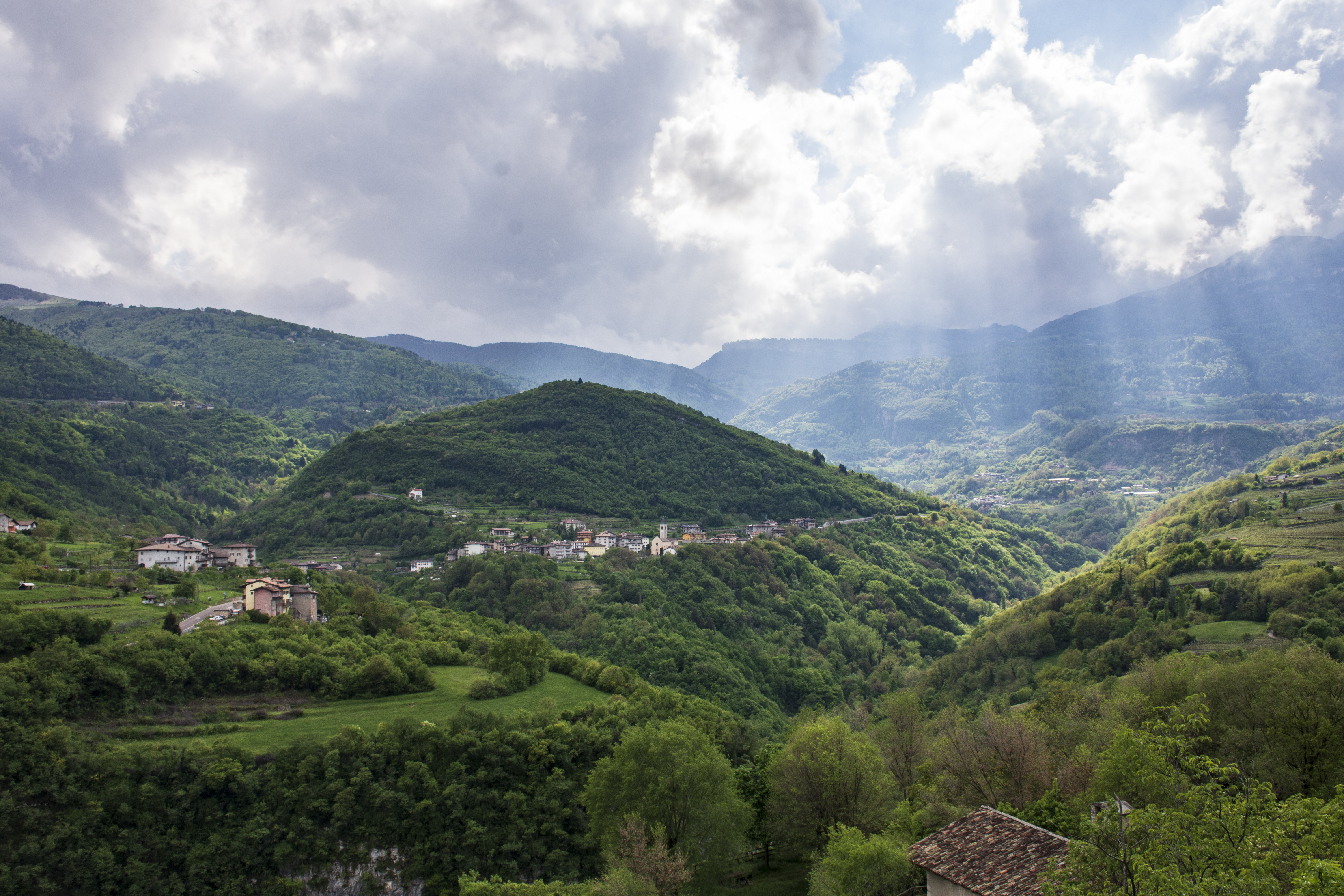
Corné